# Geografia do Chade
O Chade é um país interior do norte da África Central, com uma superfície de 1 284 000 km². Situa-se a sul da Líbia, e tem 5 968 km de fronteiras com os Camarões, a República Centro-Africana, a Líbia, o Níger, a Nigéria e o Sudão. Mantém um conflito com a Líbia por causa da Faixa de Aouzou.
O Chade tem quatro zonas climáticas: planícies amplas e áridas no centro do país, deserto no norte, montanhas secas no noroeste e terras baixas tropicais no sul. Só cerca de 3% do país é terra arável, e nenhuma desta terra tem cultivo permanente. O Chade está sujeito a secas periódicas, a pragas de gafanhotos e aos ventos quentes, secos e poeirentos do harmattan, que ocorrem no norte do país. O lago Chade, partilhado pelo Chade e pelos Camarões, foi em tempos o segundo maior lago de África, mas durante as últimas décadas o seu tamanho diminuiu dramaticamente e está hoje reduzido a menos de 10% da sua anterior extensão.